# Majs ljuva knoppar
Majs ljuva knoppar (engelska: The Darling Buds of May) är en brittisk dramakomediserie från 1991–1993, baserad på H. E. Bates roman Majs ljuva knoppar från 1958 och dess uppföljare.  
Serien utspelar sig på 1950-talet i Kent och följer familjen Larkins liv. David Jason spelar "Pop" Larkin, Pam Ferris spelar "Ma" Larkin och Catherine Zeta-Jones deras äldsta dotter Mariette, som gifter sig med skatteinspektören Cedric "Charlie" Charlton, spelad av Philip Franks.

## Rollista i urval
- David Jason - Sidney Charles "Pop" Larkin
- Pam Ferris - Florence Daisy "Ma" (Parker) Larkin
- Catherine Zeta-Jones - Mariette Larkin, gift Charlton
- Philip Franks - Cedric "Charley" Charlton, Mariettes make
- Julie Stichbury - Primrose Larkin (1991) (6 avsnitt)
- Abigail Rokison - Primrose Larkin (1991–1993) (12 avsnitt)
- Ian Tucker - Montgomery 'Monty' Larkin, den äldste sonen (13 avsnitt)
- Christina Giles - Petunia Larkin, Zinnias tvillingsyster (18 avsnitt)
- Katherine Giles - Zinnia Larkin, Petunias tvillingsyster (18 avsnitt)
- Stephanie Ralph - Victoria Larkin, Larkins yngsta dotter (19 avsnitt)
- Ross Marriott - Oscar Larkin, Larkins yngsta barn (16 avsnitt)
- Daisy-May Bates - John Marlborough Churchill Blenheim Charlton, Charlie och Mariettes son (11 avsnitt)

### Återkommande roller
- Rachel Bell - Edith Pilchester (16 avsnitt)
- Moray Watson - brigadgeneralen (11 avsnitt)
- Kika Mirylees - Angela Snow (7 avsnitt)
- Martyn Read - sergeant Wilson, lokal polis (6 avsnitt)
- Tyler Butterworth - pastor John Candy (4 avsnitt)
- Michael Jayston - Ernest Bristow, bryggeriägaren (4 avsnitt)
- Carol MacReady - Mrs. Daws, lokal butiksinnehavare (4 avsnitt)
- Sheila Burrell - Mrs. Kinthley, ägare till humlegården (4 avsnitt)
- Steven Brand - Tom Sargent (4 avsnitt)
- Anna Massey - Mademoiselle Antoinette Dupont (3 avsnitt)
- Michael Culver - Sir George Bluff-Gore, lokal landägare (3 avsnitt)
- Richenda Carey - Lady Bluff-Gore, Sir Georges hustru (3 avsnitt)
- John Carlin - pastor Spink (3 avsnitt)